# Liste der denkmalgeschützten Objekte in Puch bei Weiz
Die Liste der denkmalgeschützten Objekte in Puch bei Weiz enthält die 8 denkmalgeschützten, unbeweglichen Objekte der Gemeinde Puch bei Weiz im steirischen Bezirk Weiz.

## Denkmäler
| Foto |                 | Denkmal                                                                                | Standort                                  | Beschreibung | Metadaten |
| ---- | --------------- | -------------------------------------------------------------------------------------- | ----------------------------------------- | --- | --- |
| ja   | Datei hochladen | Ehem. Glockenturm HERIS-ID: 85407 Objekt-ID: 99605seit 2012                            | Höfling 99, nördlich Standort KG: Höfling | Anmerkung: Als Reaktion auf die Unterschutzstellung des Objekts und daraus resultierender Haftung und Entwertung gemäß DSG verbot der Grundeigentümer 2011 allen Besuchern den Zutritt zum Objekt (weiträumige Umzäunung, Androhung von Besitzstörungsklagen). Seit August 2015 ist der Gipfel durch eine höchstgerichtliche Entscheidung wieder zugänglich. Der Zugang ist jedoch nur über zwei Drehkreuze (süd und west) und auf einem von zwei Zäunen eng begrenzten Weg möglich.                                                        | BDA-Hist.: Q38185126 Status: Bescheid Stand der BDA-Liste: 2025-06-30 Name: Ehem. Glockenturm GstNr.: 163/2 |
| ja   | Datei hochladen | Messkapelle Maria Brunn am Kulm HERIS-ID: 85406 Objekt-ID: 99604seit 2012              | Höfling 99 Standort KG: Höfling           | Die Kapelle wurde 1715–1720 von der Gräfin Anna M. Wurmbrand errichtet und ersetzt einen früheren Holzbau. Der Brunnen „Mariabrunn“ war in der Kapelle integriert. Altarbild Christus in der Kelter. | BDA-Hist.: Q38185116 Status: Bescheid Stand der BDA-Liste: 2025-06-30 Name: Messkapelle Maria Brunn am Kulm GstNr.: .12/2, 158                                                                                      |
| ja   | Datei hochladen | Marienstatue HERIS-ID: 85405 Objekt-ID: 99603seit 2012                                 | Standort KG: Höfling                      | Die steinerne Marienfigur stammt aus dem Jahre 1948. Anmerkung: Als Reaktion auf die Unterschutzstellung und daraus resultierender Haftung und Entwertung gemäß DSG verbot der Grundeigentümer 2011 allen Besuchern den Zutritt zum Objekt (weiträumige Umzäunung, Androhung von Besitzstörungsklagen). Seit August 2015 ist der Gipfel durch eine höchstgerichtliche Entscheidung wieder frei zugänglich. | BDA-Hist.: Q38185108 Status: Bescheid Stand der BDA-Liste: 2025-06-30 Name: Marienstatue GstNr.: 163/2 |
| ja   | Datei hochladen | Kalvarienberg HERIS-ID: 60158 Objekt-ID: 72103seit 2012                                | Höfling Standort KG: Höfling              | Barocke Kalvarienberganlage mit zehn Figuren aus dem 18. Jahrhundert. Anmerkung: Als Reaktion auf die Unterschutzstellung und daraus resultierender Haftung und Entwertung gemäß DSG verbot der Grundeigentümer 2011 allen Besuchern den Zutritt zum Objekt (weiträumige Umzäunung, Androhung von Besitzstörungsklagen). Seit August 2015 ist der Gipfel durch eine höchstgerichtliche Entscheidung wieder frei zugänglich. | BDA-Hist.: Q38090492 Status: Bescheid Stand der BDA-Liste: 2025-06-30 Name: Kalvarienberg GstNr.: 163/1, 163/2, 166, 310/1                                                                                          |
| ja   | Datei hochladen | Prähistorische Höhensiedlung am Kulm bei Weiz HERIS-ID: 111420 Objekt-ID: 129253       | Kulm/Weiz Standort KG: Höfling            | Die prähistorische Höhensiedlung auf dem Kulm mit Wallanlage stammt aus dem ersten Jahrtausend vor Christus. Die Höhensiedlung erstreckt sich über die Gemeinden Stubenberg und Puch. Anmerkung: Als Reaktion auf die Unterschutzstellung und daraus resultierender Haftung und Entwertung gemäß DSG verbot der Grundeigentümer 2011 allen Besuchern den Zutritt zum Objekt (weiträumige Umzäunung, Androhung von Besitzstörungsklagen). Seit August 2015 ist der Gipfel durch eine höchstgerichtliche Entscheidung wieder frei zugänglich. | BDA-Hist.: Q37824185 Status: Bescheid Stand der BDA-Liste: 2025-06-30 Name: Prähistorische Höhensiedlung am Kulm bei Weiz GstNr.: 168/2, 162, 163/1, 163/2, 166, 310/1, 156/1, 188/1 Höhensiedlung am Kulm bei Weiz |
| BW   | Datei hochladen | Pfarrhof und Nebengebäude HERIS-ID: 51742 Objekt-ID: 57497                             | Puch 1 Standort KG: Puch                  | Am Portal mit 1747 bezeichnet. | BDA-Hist.: Q38047301 Status: § 2a Stand der BDA-Liste: 2025-06-30 Name: Pfarrhof und Nebengebäude GstNr.: 225/3 |
| ja   | Datei hochladen | Laden HERIS-ID: 85438 Objekt-ID: 99639                                                 | bei Puch 1 Standort KG: Puch              | | BDA-Hist.: Q38185172 Status: § 2a Stand der BDA-Liste: 2025-06-30 Name: Laden GstNr.: .11/1, 227 |
| ja   | Datei hochladen | Kirchhofanlage hl. Oswald mit Ummauerung und Kapellen HERIS-ID: 51743 Objekt-ID: 57498 | Puch 1b Standort KG: Puch                 | Chor und Langhaus der Pfarrkirche sowie die Untergeschoße des quadratischen Turms stammen im Wesentlichen aus der Spätgotik. Nach der Pfarrerhebung im Jahr 1662 erfolgte ein großzügiger barocker Umbau. Die neue Glockenstube und Zwiebelhaube des Turms sowie eine nördliche Seitenkapelle entstanden in dieser Epoche. Im Jahr 1903 wurde noch ein Vorbau an der Westseite angefügt. Der Hochaltar von Jakob Peyer stammt aus dem Jahr 1768.                                                                                            | BDA-Hist.: Q38047317 Status: § 2a Stand der BDA-Liste: 2025-06-30 Name: Kirchhofanlage hl. Oswald mit Ummauerung und Kapellen GstNr.: .8, 227 Pfarrkirche hl. Oswald, Puch bei Weiz                                 |